# Неутрализъм
Неутрализмът (или Неутрално взаимоотношение) представлява междувидово взаимоотношение, при което индивидите от два различни вида не влизат във взаимоотношения помежду си (пространствени и хранителни връзки и взаимоотношения). Неутрализмът основно е въведен като вид биотичен фактор, въпреки че фактически не същестува пряко взаимодействие между организмите ( 0 0), за да се покаже прякото въздействие на промените на средата, което води до промени и на двата организма. Чрез неутрализъм „си взаимодействат“ популации на различни видове в една горска екосистема - глиган и лисица, катерица и сърна и др. Те не си влияят пряко, но се повлияват едновременно от промени в биотопа ( средата на живот или в местообитанията им). Тези промени често водят до адаптивни изменения (морфологични, физиологични адаптиции и др.) в самите организми, до миграционни процеси и др.

## Пример
Пример за неутрализъм са елените и катериците, които се намират в една и съща гора. Между тях не възникват взаимоотношения и по този начин те са неутрални едни за други.